# Micronizzatore di sale
Il micronizzatore di sale è un macchinario sviluppato per ricreare artificialmente il naturale microclima delle grotte di sale in ambienti specifici destinati alla terapia del sale o haloterapia.

## Specifiche
Una concentrazione di particelle di cloruro di sodio da 1 – 16 mg per metro cubo d'aria, di grandezza pari a 0.5-5 micrometri, viene usata per ricreare un ambiente terapeutico ideale che ricrea il microclima delle miniere di sale. Tale misura è stata individuata dagli esperti e provata scientificamente in molti studi clinici come la misura ottimale. Questa concentrazione di cloruro di sodio nell'aria è fondamentale per un'azione di rilievo all'interno del sistema respiratorio. La necessaria concentrazione di cloruro di sodio nelle camere artificiali destinate alla terapia del sale può essere creata esclusivamente dai micronizzatori di sale.
Il micronizzatore di sale produce un fumo salino, attraverso la frantumazione meccanica di una soluzione salina (acqua distillata e cloruro di sodio). Questo macchinario si adatta a varie misure di stanza del sale, che vanno da 16 m² fino a 50 m², deve essere installato all'esterno di una parete della Stanza del Sale. ad 80 cm di altezza da terra. Il fumo salino di particelle di cloruro di sodio viene insufflata nell'ambiente di terapia attraverso un condotto di silicone 

## Benefici
Sono rilevati benefici in casi di: 
- Frequenti infezioni virali
- Tosse e raffreddore
- Asma
- Malattie polmonari ostruttive
- Sinusite
- Tosse da fumo
- Malattie otorinolaringoiatriche croniche
- Bronchite
- Eczema e dermatite
- Psoriasi
- Dolori artritici
- Fibrosi cistica

I micronizzatori di sale sono approvati e certificati come macchinari di classe medica nei paesi europei e sono in uso in tutta Europa.